# 100049 Césarann
Césarann (asteroide 100049) é um asteroide da cintura principal, a 1,8758304 UA. Possui uma excentricidade de 0,2036447 e um período orbital de 1 320,46 dias (3,62 anos).
Césarann tem uma velocidade orbital média de 19,4065969 km/s e uma inclinação de 3,29454º.
Este asteroide foi descoberto em 6 de Outubro de 1991 por Andrew Lowe.